# Андерсон, Ричард Дин
Ри́чард Дин А́ндерсон (англ. Richard Dean Anderson; род. 23 января 1950; Миннеаполис, Миннесота) — американский актёр и продюсер. Приобрел мировую известность, исполнив роль в телесериале «Секретный агент Макгайвер» и роль полковника/генерала Джека О’Нилла в телесериале «Звёздные врата: SG-1».

## Биография

### Юношество
Андерсон родился 23 января 1950 года в городе Миннеаполис, штат Миннесота, родители — Стюарт Джей Андерсон и Джоселин Раэ Картер. В его жилах течет шотландская, шведская, норвежская и индейская кровь. Он вырос в Роузвилле, Миннесота, и посещал Университет Огайо и Государственный Университет Сейнт-Клауд.

### Актерская карьера
Началом актёрской карьеры явилась роль доктора Джеффа Веббера в сериале «Главный госпиталь» с 1976 по 1981 годы. Также он играл роль Адама в телесериале «Семь невест для семерых братьев» по мотивам одноименного фильма.

Ричард Дин Андерсон в телесериале «Секретный агент Макгайвер»

Андерсон стал известен после выхода на экраны телесериала «Секретный агент Макгайвер», который транслировался с 1985 по 1992 годы и был очень популярным в течение всего показа.
В 1995 году Андерсон исполнил главную роль в комическом сериале «Легенда», состоящем всего из 12 эпизодов, о писателе детективов, который против своей воли вынужден притворяться героем собственных романов.

### Ричард Дин Андерсон в сериале «Звёздные врата: SG-1»
С 1997 по 2005 год Андерсон играл главную роль полковника/генерала Джека О’Нилла в сериале «Звёздные врата: SG-1», снятом по мотивам кинофильма «Звёздные врата» с Куртом Расселом и Джеймсом Спейдером в главных ролях.
В шестом сезоне Андерсон попросил сократить участие своего героя в сценарии, поскольку решил посвятить себя воспитанию дочери. Его героя постепенно вывели из сценария, и к концу восьмого сезона он уже не являлся членом постоянного актёрского состава, предпочитая быть приглашенной звездой. Его герой появляется в двух сериях десятого сезона «Звёздные врата: SG-1» и в трех эпизодах третьего сезона «Звёздные врата: Атлантида».
14 сентября 2004 года, во время ужина по случаю 57-й годовщины ВВС США в Вашингтоне, актёр был представлен к награде Ассоциацией Военно-Воздушных Сил за вклад в создание положительного образа ВВС США как ведущий актёр и исполнительный продюсер сериала «Звёздные врата: SG-1». Во время того же ужина Андерсон стал почетным бригадным генералом.

### Ричард Дин Андерсон в мультсериале «Симпсоны»
Андерсон всегда был большим поклонником анимационного телесериала «Симпсоны», о чём постоянно упоминал во время съёмок в сериале «Звёздные врата: SG-1» и в 2005 году он был приглашен для участия в шоу в качестве гостя.
Он озвучивал самого себя в серии «Kiss Kiss, Bang Bangalore», в которой Ричард был похищен Пэтти и Сельмой Бувье. Герой Андерсона, Макгайвер, с давних пор был объектом поклонения сестёр главной героини, Мардж Симпсон: Сельма даже хотела расторгнуть помолвку с Сайдшоу Бобом, когда он выразил своё отрицательное отношение к Макгайверу, а в серии «A Star is Burns» сёстры подвесили критика Джея Шермана вниз головой за то, что он назвал их кумира гомосексуалистом. Причиной похищения было заявление актёра о том, что он снимался в «Макгайвере» только ради денег. Но после того, как Андерсону понравилось перевоплощаться в своего героя, он так надоел Пэтти и Сельме, что они избавились от него хитростью.
Дэн Кастелланета, актёр, озвучивающий Гомера Симпсона и многих других персонажей, был приглашенной звездой в сериале «Звёздные врата SG-1» (серия Citizen Joe) и, описывая свою сверхъестественную способность видеть события в жизни Джека О’Нилла, упоминает увлечённость О’Нилла «Симпсонами».

### Другие роли
В 1997 году Андерсон участвовал в создании компьютерной игры Fallout, озвучив Киллиана Даркуотера, мэра города Джанктауна (букв. город из мусора), полностью построенного из мусора, оставшегося после ядерной войны.
В 2006 году на короткое время Андерсон вернулся к роли Ангуса Макгайвера, снявшись в рекламе MasterCard во время Супер-Кубка. Сюжет рекламы навеян «формулой Макгайвера», и в то же время является пародией на сериал, предлагая невероятные решения проблем, с которыми сталкивается герой Андерсона (в одном из кадров он разрезает толстую верёвку картонным освежителем воздуха с хвойным запахом). Официальный сайт рекламы MasterCard называет этот ролик «Возвращением Макгайвера».

### Личная жизнь
Андерсон никогда не был женат. У него есть дочь Уайли Куинн Аннароуз, рождённая 2 августа 1998 года его бывшей спутницей, Эйприл Проуз. Его подругами в разное время были Тери Хэтчер, Села Уорд, Лара Флинн Бойл и известная восточно-германская фигуристка Катарина Витт.
Андерсон — страстный игрок в хоккей и любитель лыжного спорта. Он настолько увлекается этими видами спорта, что сам снимался в спортивных эпизодах в различных телесериалах, включая «Макгайвер».

## Фильмография
| Год       |    | Русское название                                    | Оригинальное название                           | Роль                   |
| --------- | -- | --------------------------------------------------- | ----------------------------------------------- | ---------------------- |
| 1977—1981 | с  | Главный госпиталь                                   | General Hospital                                | доктор Джефф Уэббер    |
| 1981      | с  | Факты из жизни                                      | The Facts of Life                               | Брайан Паркер          |
| 1981      | с  | ФБР сегодня                                         | Today’s F.B.I.                                  | Энди Макфи             |
| 1982      | с  | Лодка любви                                         | The Love Boat                                   | Картер Рэндолл         |
| 1982      | ф  | Молодость, больница, любовь                         | Young Doctors in Love                           | наркоторговец          |
| 1982—1983 | с  | Семь невест для семи братьев                        | Seven Brides for Seven Brothers                 | Адам Макфадден         |
| 1983—1984 | с  | Эмералд-Пойнт                                       | Emerald Point N.A.S.                            | Саймон Адамс           |
| 1985—1992 | с  | Секретный агент Макгайвер                           | MacGyver                                        | Ангус Макгайвер        |
| 1986      | ф  | Случайная работа                                    | Odd Jobs                                        | Спад                   |
| 1986      | тф | —                                                   | Ordinary Heroes                                 | Тони Кайзер            |
| 1992      | тф | В глазах незнакомца                                 | In the Eyes of a Stranger                       | Джек Рурк              |
| 1992      | тф | Глазами убийцы                                      | Through the Eyes of a Killer                    | Рэй Беллано            |
| 1994      | тф | Макгайвер: Потерянные сокровища Атлантиды           | MacGyver: Lost Treasure of Atlantis             | Ангус Макгайвер        |
| 1994      | тф | За гранью предательства                             | Beyond Betrayal                                 | Брэдли Мэттьюс         |
| 1994      | тф | Макгайвер: Путь к концу света                       | MacGyver: Trail to Doomsday                     | Ангус Макгайвер        |
| 1995      | тф | Удар за трибуны                                     | Past the Bleachers                              | Билл Пэриш             |
| 1995      | с  | Легенда                                             | Legend                                          | Эрнест Пратт           |
| 1996      | с  | Часы апокалипсиса                                   | Pandora’s Clock                                 | капитан Джеймс Холланд |
| 1996      | тф | Пожарная станция                                    | Firehouse                                       | лейтенант Майкл Брукс  |
| 1997      | ки | —                                                   | Fallout                                         | Киллиан Даркуотер      |
| 1997—2007 | с  | Звёздные врата: SG-1                                | Stargate SG-1                                   | Джек О’Нилл            |
| 2004—2006 | с  | Звёздные врата: Атлантида                           | Stargate: Atlantis                              | Джек О’Нилл            |
| 2006      | мс | Симпсоны                                            | The Simpsons                                    | в роли самого себя     |
| 2008      | в  | Звёздные врата: Континуум                           | Stargate: Continuum                             | Джек О’Нилл            |
| 2009      | с  | Субботним вечером в прямом эфире                    | Saturday Night Live                             | Ангус Макгайвер        |
| 2009      | в  | Звёздные врата: SG-1: Дети Богов — Финальная версия | Stargate SG-1: Children of the Gods — Final Cut | Джек О’Нилл            |
| 2009—2010 | с  | Звёздные врата: Вселенная                           | Stargate Universe                               | Джек О’Нилл            |
| 2011      | с  | Посредник Кейт                                      | Fairly Legal                                    | Дэвид Смит             |
| 2012      | с  | Воспитывая Хоуп                                     | Raising Hope                                    | Кит                    |
| 2012      | с  | —                                                   | Mercedes-Benz: MacGyver and the new Citan       | Ангус Макгайвер        |
| 2013      | ки | —                                                   | Stargate SG-1: Unleashed                        | Джек О’Нилл            |
| 2013      | с  | Не верь с*** из квартиры 23                         | Don't Trust the B---- in Apartment 23           | в роли самого себя     |

## Награды
- Почётный бригадный генерал США[3]
- Премия Жюля Верна (2012)